# Famille Bobrinski

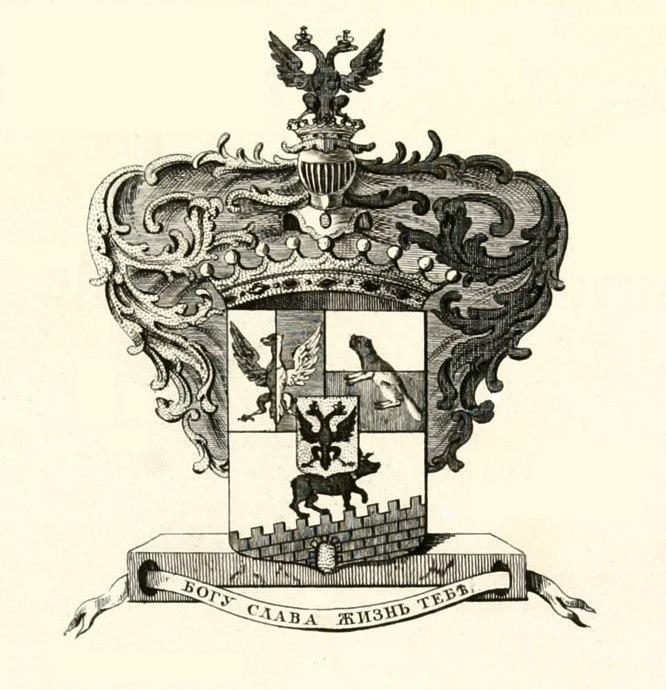
Armorial de la famille.

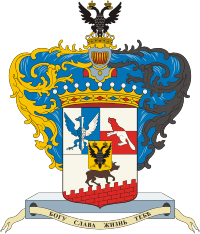
Armorial de la famille.

La famille Bobrinski appartient à la noblesse russe. D'origine impériale, elle date des dernières années du XVIIIe siècle.

## Histoire

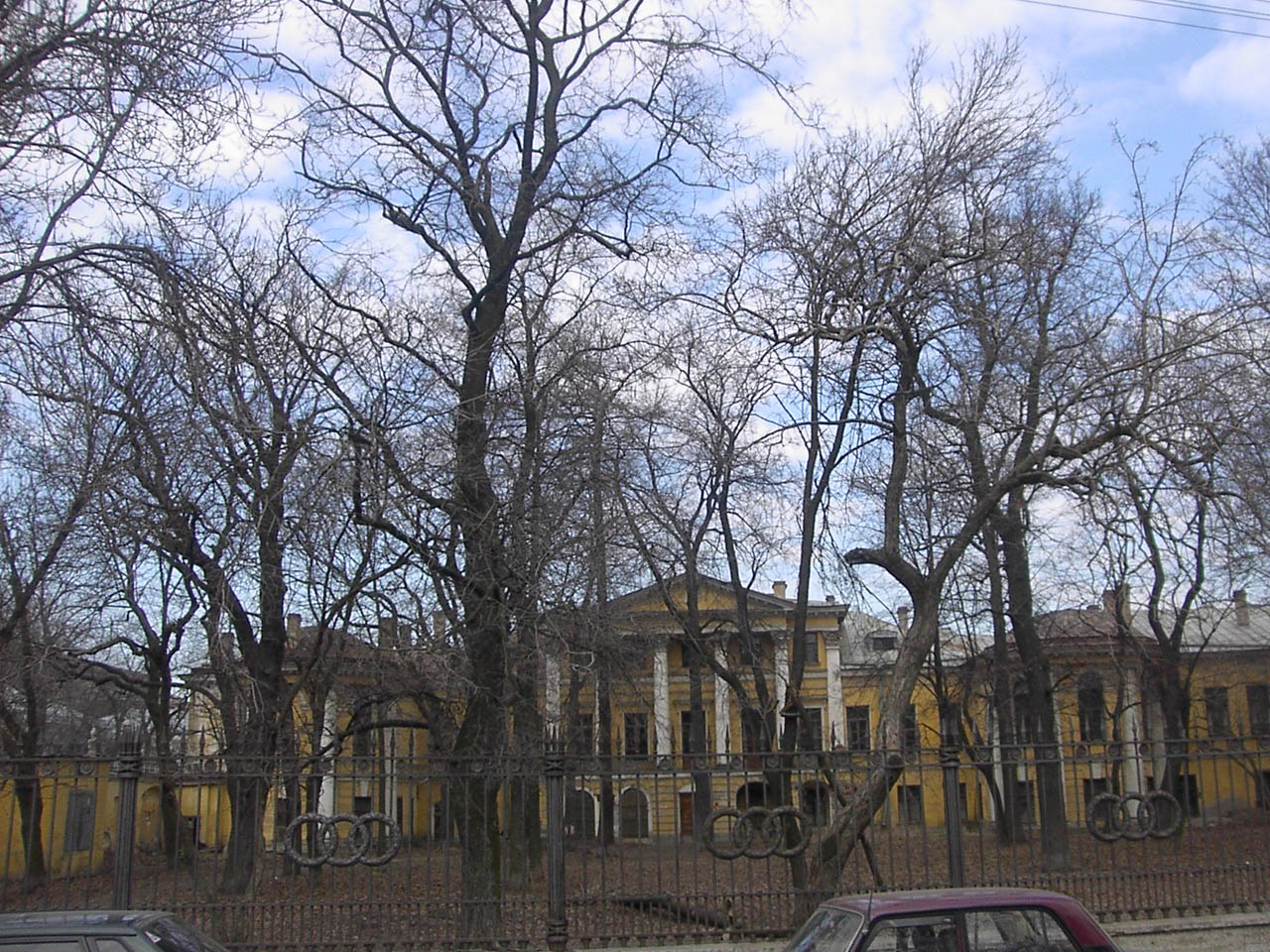
Le palais Bobrinski sur la Moïka.

Les Bobrinski furent créés comtes russes le 12 novembre 1796. Le premier comte, Alexeï Grigorievitch (1762-1813), était le demi-frère de Paul Ier par sa mère, Catherine II. Son père était le favori de l'impératrice Grigori Orlov.
Plusieurs membres de cette famille se sont illustrés :
- Alexeï Grigorievitch Bobrinski (1762-1813), fils de Catherine II et de Grigori Orlov, premier comte, demi-frère de Paul Ier ;
- Alexandre Bobrinski (1823-1903), membre du Conseil secret et gouverneur civil de Saint-Pétersbourg ;
- Alexeï Alexandrovitch Bobrinski (1852-1927), fils du précédent, sénateur, archéologue, historien, ethnographe et critique d'art, président de la noblesse de Saint-Pétersbourg ;
- Boris Bobrinskoy (1925-2020), prêtre et théologien orthodoxe ;
- Vladimir Bobrinski (ru) (1867/1868-1927), chef de file de la droite panslave à la Douma.

## Pour approfondir